# Dolichopoda schiavazzii
Dolichopoda schiavazzii (Capra, 1934) è un insetto ortottero della famiglia Rhaphidophoridae.

## Descrizione
Queste cavallette dal dorso gibboso sono prive di ali e mostrano una colorazione smorta. Piccole a confronto delle loro lunghissimi appendici, vivono all'interno di cavità naturali ed artificiali, presentano occhi ridotti. Le femmine hanno un ovopositore lungo e sottile. 

## Onomaturgia
La seconda parte del nome è stata attribuita in omaggio all'entomologo Giuseppe Schiavazzi.

## Biologia
È una specie onnivora, nutrendosi di residui di artropodi, residui organici di pipistrelli, funghi, residui vegetali e vegetali verdi.
Compie il proprio ciclo naturale all'interno di cavità naturali ed artificiali, gli esemplari non confinati all'interno delle cavità ipogee, si avventurano raramente all'esterno, solo in ore notturne, per cibarsi della vegetazione verde.

## Distribuzione e habitat
D. schiavazzii è una delle 9 specie di Dolichopoda presenti nella penisola italiana, il suo areale è la regione Toscana.

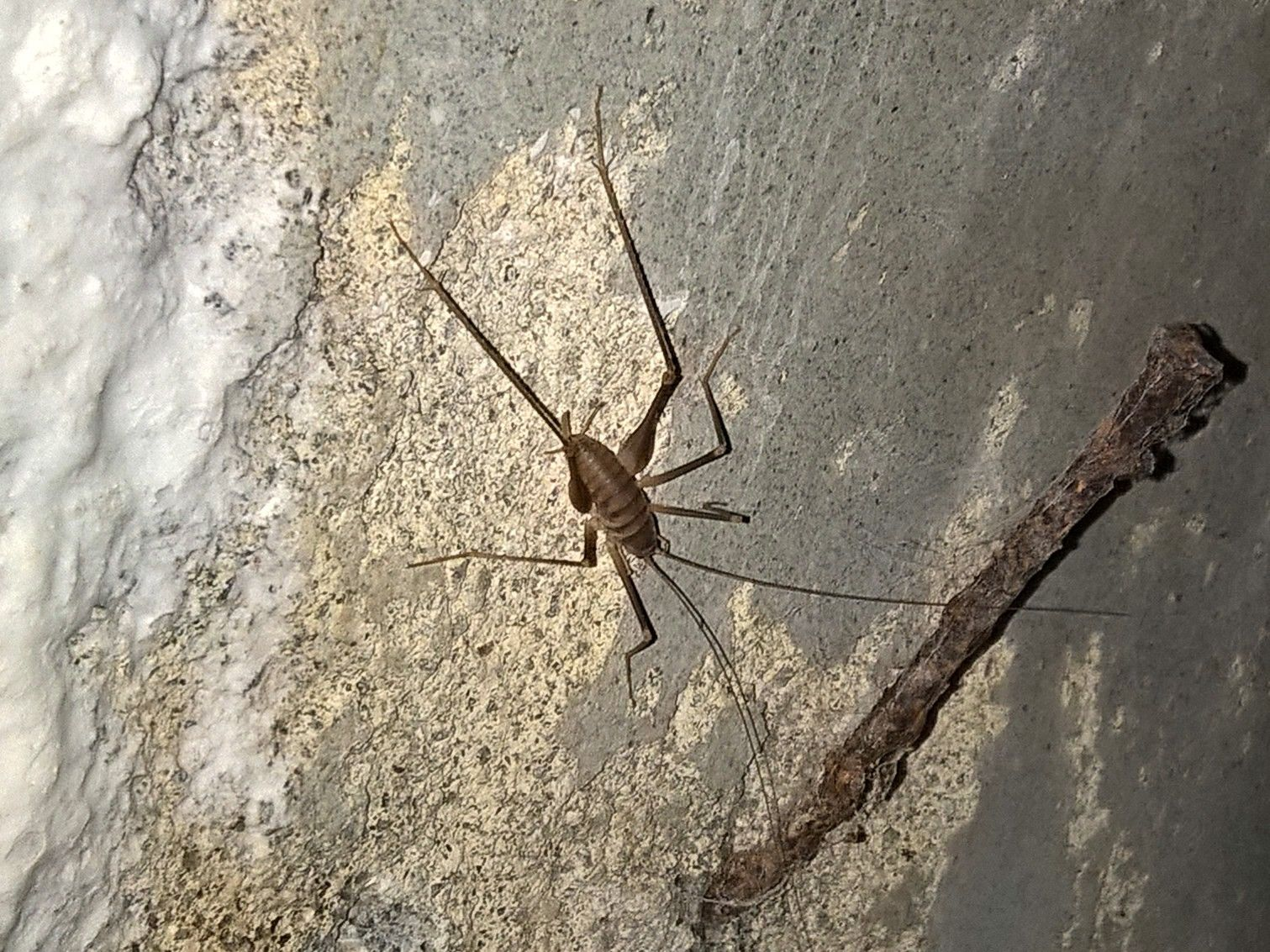
D. schiavazzii fotografato all'interno delle sorgenti di Colognole facenti parte dell'Acquedotto Lorenese